# Kesklinn (Tartu)
Kesklinn (Centre ville en estonien) est un quartier de Tartu en Estonie. 
Le quartier est sur la rive droite de la rivière Emajõgi.

## Démographie
Au 31 décembre 2013, Kesklinn compte 6 575 habitants . 
Sa superficie est de 1,80 km2. 

## Lieux et monuments
- Maison Von Bock
- Emajõgi
- Église Saint-Jean de Tartu
- Hôtel de Ville de Tartu
- Jardin botanique de l'Université de Tartu
- Université de Tartu
- Maison d'Upsal
- Deux étudiants s'embrassant, sculpture de Mati Karmin sur une fontaine, place de l'hôtel de ville de Tartu